# Grindstone
Grindstone, född 23 januari 1993, död 22 mars 2022, var ett engelskt fullblod, mest känd för att ha segrat i Kentucky Derby (1996).

## Karriär
Grindstone var en brun hingst efter Unbridled och under Buzz My Bell (efter Drone). Han föddes upp av Overbrook Farm och ägdes av Oakhurst Farm. Han tränades under tävlingskarriären av D. Wayne Lukas.
Grindstone tävlade mellan 1995 och 1996 och sprang under sin tävlingskarriär in 1 393 510 dollar på 6 starter, varav 3 segrar och 2 andraplatser. Han tog karriärens största seger i Kentucky Derby (1996). Han segrade även i Louisiana Derby (1996).
Som treåring segrade Grindstone i Louisiana Derby och blev tvåa i Arkansas Derby. Han vann sedan 1996 års Kentucky Derby, där han reds av jockeyn Jerry Bailey. Segern var Baileys andra i Kentucky Derby, samt den andra för tränare D. Wayne Lukas.
Grindstone avslutade tävlingskarriären fem dagar efter segern i Kentucky Derby, efter att ett benflis upptäckts i hans knä. Han var den första hästen sedan Bubbling Over 1926, som pensionerades omedelbart efter en seger i Kentucky Derby.

### Som avelshingst
Grindstone stallades upp som avelshingst på Oakhurst Farm i Oregon, vilket gjorde honom till den första Kentucky Derby-vinnaren som någonsin stått som avelshingst i nordvästra USA. Han blev bland annat far till Birdstone och Ekolu Place. Han var även, via Birdstone, farfar till Mine That Bird och Summer Bird, som båda vann Triple Crown-löp 2009.

## Statistik
| Nr | Datum            | Löp                   | Grupp     | Bana                     | Plac. | Jockey       | Ref.   |
| -- | ---------------- | --------------------- | --------- | ------------------------ | ----- | ------------ | ------ |
| 1  | 11 juni 1995     | Maiden Special Weight | Maiden    | Belmont Park             | 1     | Jose Santos  | [ 5 ]  |
| 2  | 11 juli 1995     | Bashford Manor Stakes | III       | Churchill Downs          | 4     | Donna Barton | [ 6 ]  |
| 3  | 16 februari 1996 | Allowance             | Allowance | Santa Anita Park         | 2     | Gary Stevens | [ 7 ]  |
| 4  | 17 mars 1996     | Louisiana Derby       | III       | Fair Grounds (Louisiana) | 1     | Jerry Bailey | [ 8 ]  |
| 5  | 13 april 1996    | Arkansas Derby        | II        | Oaklawn Park             | 2     | Jerry Bailey | [ 9 ]  |
| 6  | 4 maj 1996       | Kentucky Derby        | I         | Churchill Downs          | 1     | Jerry Bailey | [ 10 ] |